# Vehículo híbrido
Un vehículo híbrido es aquel en el que se utilizan sistemas de propulsión híbridos, entre ellos autobuses, automóviles, camiones, bicicletas, barcos, aviones y trenes.
El término, se refiere más comúnmente al vehículo híbrido eléctrico, que combina un motor de combustión interna y uno o varios motores eléctricos. Otros tipos de sistemas de propulsión híbridos incorporan una celda de combustible, supercondensador, motor de aire comprimido o batería inercial, en combinación con un motor de combustión o eléctrico.
Según el sistema utilizado, un vehículo híbrido puede tener una mayor eficiencia energética. Esto puede deberse al uso de un motor más pequeño y la utilización de sistemas de recuperación de energía, tales como el freno regenerativo. Como consecuencia del menor consumo energético, se obtienen beneficios económicos y ambientales como la reducción de la contaminación acústica que producen los motores de combustión. Sin embargo, algunas tecnologías híbridas tienen perjuicios ambientales, por ejemplo: la producción y reciclado de baterías.

## Potencia
Fuentes de potencia para los vehículos híbridos, incluye: 
- Carbón, madera u otros sólidos combustibles
- Gas natural comprimido
- Electricidad
- Campos electromagnéticos, radiofrecuencias
- Batería de tracción
- Vehículos de tracción humana
- Vehículo de hidrógeno
- Sistema de almacenamiento de energía recargable (RESS)
- Gasolina o Diésel
- Solar

## Tipos de vehículo

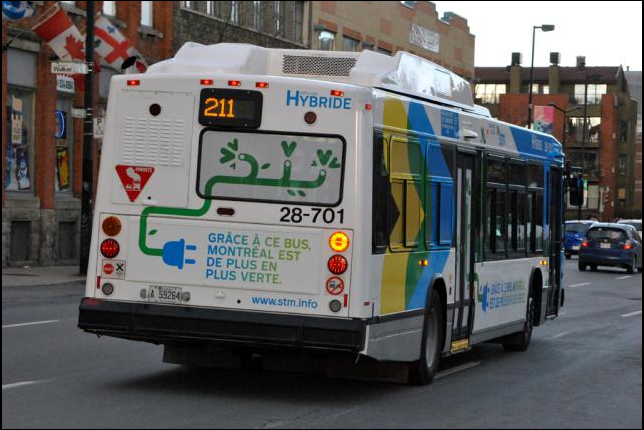
Un autobús híbrido biodiésel en Montreal.

### De dos ruedas y tipo ciclo
El ciclomotor, la bicicleta motorizada, incluso el patinete eléctrico son una forma sencilla de híbrido, la potencia se entrega tanto a través de un motor de combustión interna o motor eléctrico como con los músculos del ciclista. Los primeros prototipos de motocicletas en el siglo XIX utilizaban los mismos principios para mover el vehículo.
- En una "bicicleta de híbrida" los pedales y un motor están acoplados mecánicamente en la transmisión, con la rueda trasera o con la rueda delantera, utilizando un elemento de transmisión, por ejemplo: el uso de un motor de cubo, un rodillo de presión en un neumático, o una conexión a una rueda. El par motor humano y el del motor se suman. La fabricación de bicicletas motorizadas está ampliamente extendida, el ciclomotor es de este tipo.[2]

- En una "bicicleta híbrida en serie" (SH) la fuerza de los pedales usuarios se aplica en un generador. Esta se convierte en electricidad y se puede alimentar directamente al motor de la bicicleta o dándole carga a una batería. El motor obtiene la energía de la batería y debe ser capaz de entregar el par mecánico completo sin necesidad de pedalear. Las bicicletas SH están disponibles comercialmente, son simples en su funcionamiento y en su fabricación.[3]

El primer prototipo de una bicicleta SH conocida y pública fue por Augustus Kinzel, con patente de Estados Unidos 3'884'317 en 1975. En 1994, Bernie Macdonalds concibió el vehículo ligero de electrolitos SH que utiliza potencia electrónica que permite el freno regenerativo y el pedalear sin pedalear. En 1995 Thomas Müller diseñó un "Fahrrad mit elektromagnetischem Antrieb" en su tesis de diploma y construyó un vehículo funcional. En 1996, Jürg Blatter y Andreas Fuchs de la Universidad de Ciencias Aplicadas de Berna, construyeron una bicicleta SH y en 1998 montaron el sistema en un triciclo Leitra, con patente europea EP 1165188. En 1999, Harald Kutzke describió su concepto de la "bicicleta activa": el objetivo es acercarse a la bicicleta ideal de peso y que no tenga fricción por compensación electrónica. Hasta 2005 Fuchs y sus colegas construyeron varios SH como el prototipo triciclos y cuatriciclos.
En 2014 aparece en España el proyecto evovelo, que presenta un vehículo híbrido solar-eléctrico que combina las características de la bicicleta y el coche convencional. Este vehículo es un triciclo totalmente cubierto dotado de un motor eléctrico alimentado mediante una placa solar, que puede impulsarse solo mediante el pedaleo o por el motor.

### Vehículos pesados
Son los que incordian.
Un sistema de propulsión híbrido utiliza la transmisión diésel-eléctrica o transmisión turbo eléctrica para locomotoras de potencia, autobuses, camiones de gran tamaño, máquina hidráulica y barcos. Típicamente alguna forma de motor térmico, normalmente diésel, acciona un generador eléctrico o bomba hidráulica que posee uno o más motores eléctricos o hidráulicos. Hay ventajas en la distribución de la energía a través de cables o tuberías en lugar de elementos mecánicos. Hay potencia perdida en la doble conversión de combustible diésel, por lo general la electricidad para alimentar un motor eléctrico o hidráulico. Con los vehículos grandes las ventajas a menudo superan los inconvenientes, especialmente ya que las pérdidas de conversión normalmente disminuyen con el tamaño. Con la excepción no nuclear del submarino, actualmente no existe o relativamente poca capacidad de almacenamiento de energía secundaria en la mayoría de los vehículos pesados, por ejemplo, baterías auxiliares y acumulador hidráulico —aunque esto está cambiando. Los submarinos son una de las aplicaciones más antiguas generalizadas de la tecnología híbrida, que trabaja con los motores diésel, mientras que está en la superficie y cambia a energía de la batería cuando está sumergido. Las transmisiones paralelas híbridas y las series-híbrido se utilizaron en la Segunda Guerra Mundial.

#### Transporte por ferrocarril
Europa

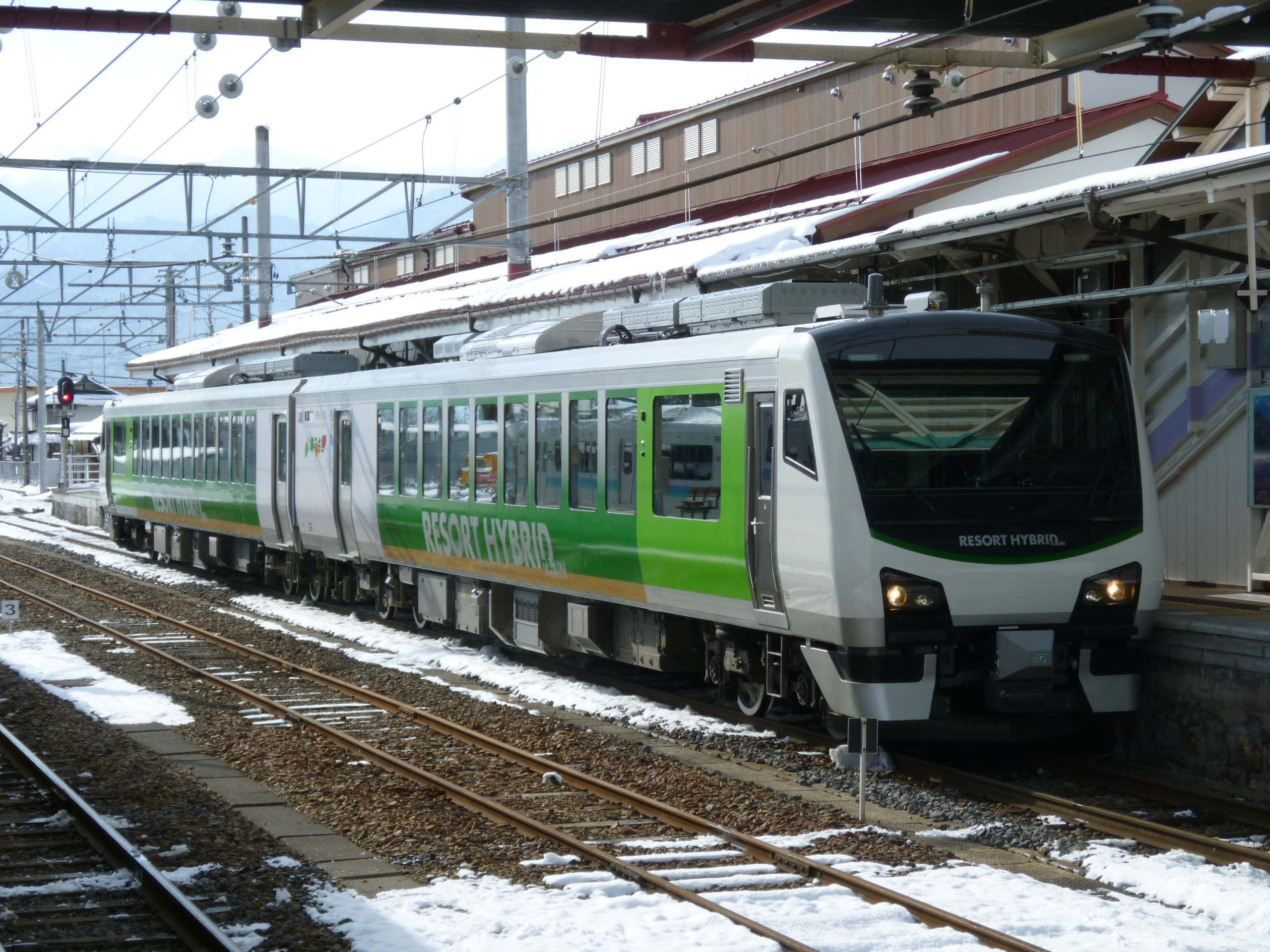
Serie HB-E300 de la East Japan Railway Company.

La nueva "Autorail à grande capacité" (AGC o autovía de alta capacidad) construida por la empresa canadiense Bombardier Transportation para dar servicio en Francia, tiene el modo dual de motores diésel y eléctricos, cuyas capacidades de doble voltaje son de 1,500 y 25,000 V, lo que le permite ser utilizado con bastantes sistemas diferentes ferroviarios. La locomotora ha estado en pruebas en Róterdam, Países Bajos como Railfeeding, en Genesee & Wyoming.
China
El primer prototipo de locomotora híbrida evaluada fue diseñado y contratado por el centro de investigación ferroviaria MATRAI en 1999 y la muestra estuvo lista en el 2000. La locomotora G12 se convirtió en híbrido utilizando un generador diésel de 200 kW (272 CV; 268 HP), baterías y también fue equipada con cuatro motores de tracción de CA, de un total de cuatro.
Japón
El primer prototipo operativo de una máquina de tren híbrido con el almacenamiento de energía significativo y con la capacidad de regeneración de energía fue introducida en Japón como el Kiha E200. Utiliza baterías como la batería de ion de litio puesta en el techo para almacenar energía.
América del Norte
En Estados Unidos, General Electric introdujo en 2007 un prototipo de locomotora con su tecnología "Ecomagination". Almacenan energía en un amplio conjunto de batería de sal fundida (Na-NiCl2), las cuales capturan y almacenan la energía que normalmente se disipa con el freno dinámico o descender una pendiente. Ellos esperan que al menos una reducción del 10% en el uso de combustible con este sistema ayude y ahora están gastando más de US$2 000 000 000 al año en una investigación híbrida.
Las variantes de la típica locomotora diésel incluye a locomotora de maniobras como Green Goat (GG) y Green Kid (GK) construidas por la empresa canadiense Railpower Technologies. Utilizan un sistema grande de la larga vida de servicio pesado de alrededor de 10 años, recargable con batería de plomo (PBA) de 1000-2000 HP (1014-2028 CV) (746-1491 kW), motores eléctricos como las fuentes motrices primarias y un nuevo generador diésel de combustión limpia de alrededor de 160 HP (162 CV; 119 kW) para la recarga de las baterías que se utilizan, es solamente cuando sea necesario. No está claro si el freno dinámico regenerativo de potencia es recapturado para su utilización, pero en principio, debería ser fácilmente utilizado.
Dado que estos motores típicos tienen peso extra con fines de tracción de todos modos el peso de la batería es una desventaja despreciable. Además, el generador diésel y el paquete de baterías se construyen normalmente en un marco existente y se retiró el patio de la locomotora de significativos ahorros de costos adicionales. El engranaje de motores existentes y en funcionamiento son todos reconstruidos y reutilizados. El ahorro de combustible diésel es de 40 a 60% y hasta un 80% de reducción de la contaminación, respecto a la de un motor de "típico" mayor conmutación/patio. Tienen las mismas ventajas que los coches híbridos existentes para su uso con arranques y paradas frecuentes; y los períodos de inactividad se aplican a su uso en un típico patio de maniobras. Las locomotoras "Green Goat" han sido adquiridas por Canadian Pacific Railway, BNSF Railway, Kansas City Southern Railway, Union Pacific Railroad, entre otras.

#### Cranes
Los ingenieros de Railpower Technologies que trabajan con Terminal Systems (TSI) estaban probando una unidad de alimentación eléctrica diésel híbrido con almacenamiento en baterías, para su uso en grúas de Rubber Tyred Gantry (RTG). Las grúas RTG se utilizan normalmente para la carga y descarga de contenedores de transporte en trenes o camiones en los puertos y patios de almacenamiento de contenedores. La energía utilizada para levantar los contenedores puede ser recuperada parcialmente cuando se bajan. El combustible diésel y la reducción de emisiones de un 50-70% se predicen por ingenieros de RailPower. Se esperaba que los primeros sistemas estuvieran operando en 2007.

#### El transporte por carretera, los vehículos comerciales

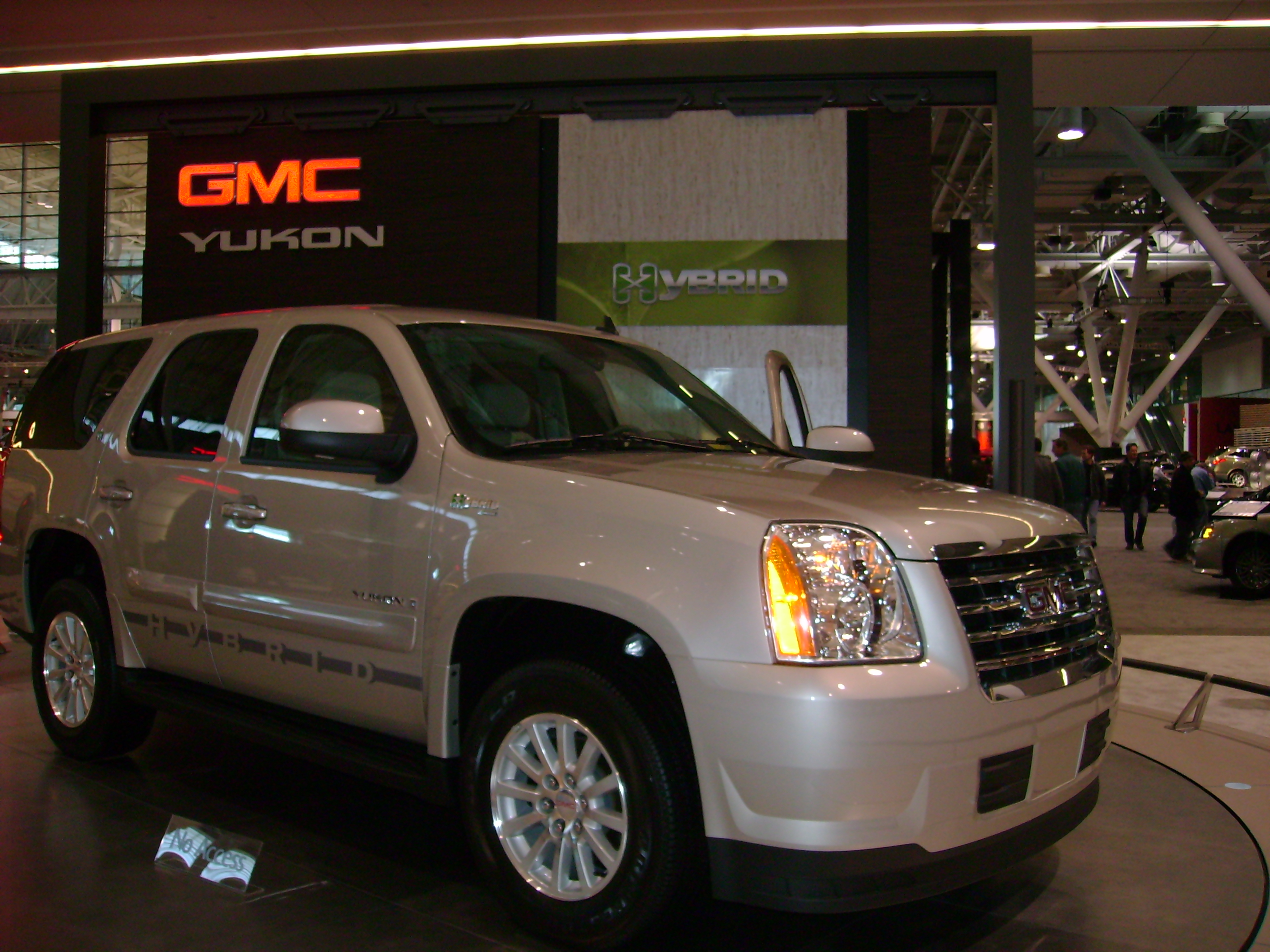
GMC Yukon híbrida de 2008.

Los primeros sistemas híbridos estaban siendo investigados por los camiones y otros vehículos pesados de carretera con algunos camiones operativos y autobuses que comenzaban a entrar en uso. Los principales obstáculos parecían ser el tamaño de las flotas más pequeñas y los costos adicionales de un sistema híbrido, que todavía eran compensados por el ahorro de combustible, pero con el precio del petróleo va a continuar en su tendencia al alza, cuyo punto de inflexión podría haber sido alcanzado a finales de 2015. Los avances en la tecnología y el costo de la batería baja y de mayor capacidad desarrolladas en la industria del automóvil híbrido, ya se estaban filtrando en el uso de camiones como Toyota, Ford, General Motors y otros, introdujeron pickups y SUVs híbridos. Kenworth Truck Company introdujo recientemente un camión híbrido-eléctrico, llamado el Kenworth T270 Clase 6 que, para el uso de la ciudad, parece ser competitivo. FedEx y otros estaban empezando a invertir en vehículos, sobre todo de tipo híbrido de entrega para el uso de la ciudad, donde la tecnología híbrida puede pagar primero.

#### Vehículos militares todo terreno
Desde 1985, los militares de Estados Unidos han estado probando híbridos en serie Humvees y los ha hallado para ofrecer una aceleración más rápida con una tecnología furtiva, un modo de cautela con baja firma térmica, funcionamiento casi silencioso y una mayor economía de combustible.

#### Barcos
Los barcos con combinaciones de un montado de mástil o máquina de vapor, eran una forma cercana a un vehículo híbrido. Otro ejemplo es el submarino de transmisión diésel-eléctrica, el cual funciona con baterías durante la inmersión y las baterías se pueden volver a cargar por el motor diésel solamente cuando la embarcación está en la superficie.
El más nuevo híbrido incluye grandes esquemas de buques de propulsión "potencia cometa", manufacturado por empresas como SkySails. Los cometas de remolque pueden volar a varias alturas a veces superiores a los mástiles de los barcos más altos, con la captura de los vientos fuertes y más estables.

#### Aeronaves
La célula de combustible Boeing Avión Demostrador tiene un sistema híbrido con la batería de iones de litio de celda de combustible y Proton Exchange Membrane (PEM), para alimentar un motor eléctrico que está acoplado a una hélice convencional. La celda de combustible proporciona toda la energía para la fase de crucero de vuelo. Durante el despegue y el ascenso, el segmento de vuelo que requiere más energía, el sistema se basa en las baterías de ion de litio de peso ligero.
El avión demostrador es un planeador de motor Dimona, construido por Diamond Aircraft Industries de Austria, que también llevaba a cabo las modificaciones estructurales de la aeronave. Con una envergadura de 16,3 m (53,5 pies), el avión sería capaz de alcanzar aproximadamente 100 km/h (62 mph) alimentado por la pila de combustible.
Los híbridos FanWings han sido diseñados y fabricados con dos motores con la capacidad de autorrotación y aterrizar como un helicóptero.

## Tipo de motor

### Vehículos eléctricos-híbridos derivados del petróleo

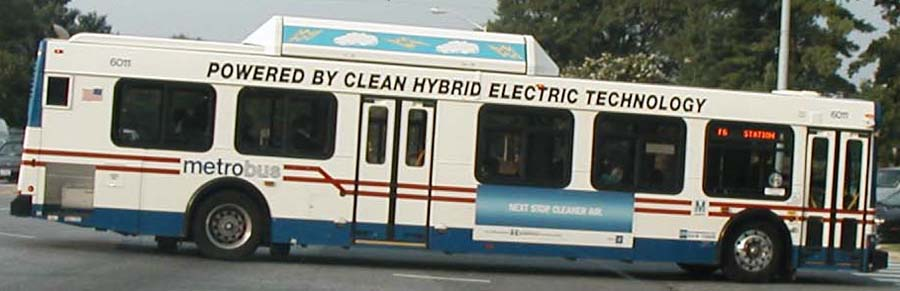
Autobús híbrido New Flyer.

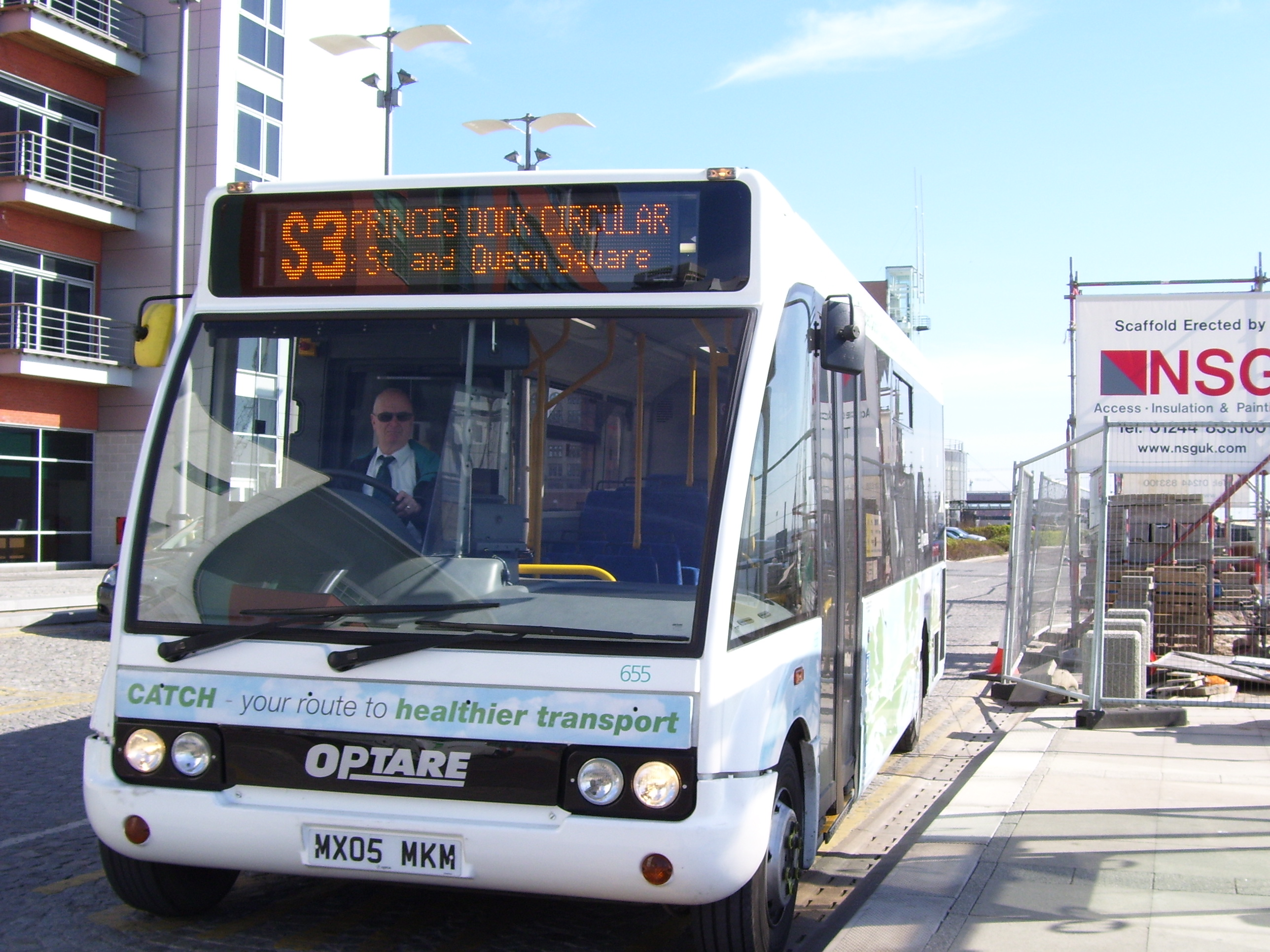
Híbrido Optare Solo.

Cuando se utiliza el término "vehículo híbrido", que a menudo se refiere a un vehículo híbrido eléctrico. Estos abarcan dichos vehículos, tales como: Saturn Vue, Toyota Prius, que es el automóvil híbrido eléctrico más vendido del mundo, con ventas acumuladas de 3,000,000 de unidades a junio de 2013, Toyota Yaris, Toyota Camry Hybrid, Ford Escape Hybrid, Toyota Highlander Hybrid, Honda Insight, Honda Civic Hybrid, Lexus RX 400h, 450h, entre otros. Un híbrido eléctrico de gasolina utiliza con mayor frecuencia un motor de combustión interna, generalmente de gasolina o diésel, impulsado por una variedad de combustibles; y de una batería para impulsar al vehículo. Hay muchos vehículos híbridos de transmisión, desde "completamente híbridos" hasta ligeramente híbridos, que ofrecen diferentes ventajas y desventajas.
En 1899, Henri Pieper desarrolló el primer vehículo híbrido de transmisión petro-eléctrico del mundo. En 1900, Ferdinand Porsche desarrolló una serie de híbridos usando dos motores, el motor de cubo de rueda y con un generador de combustión para proporcionar la energía eléctrica.
Mientras que los combustibles híbridos / eléctricos líquidos se remontan a finales del siglo XIX, el híbrido con freno regenerativo fue inventado por David Arthurs, un ingeniero eléctrico de Springdale (Arkansas), entre 1978 y 1979. Su Opel GT convertido en su hogar, se informó que era capaz de dar hasta 75 mpgAm (31,9 km/L; 3,1 L/100 km) con planes de que todavía se venden a este diseño original; y el "Mother Earth News" que es una versión modificada está en su página web.
Los vehículos eléctricos plug-in (PEV) se están volviendo más y más comunes. Tienen el rango necesario en lugares en los que hay grandes diferencias con ningún servicio. Las baterías se pueden conectar a la red de electricidad para la carga mientras que el motor está en marcha.

### Vehículo eléctrico continuamente recargado por el exterior (COREV)
Dada la infraestructura adecuada, los permisos y los vehículos, el vehículo eléctrico de batería (BEV) pueden recargarse mientras los usuarios manejan. El BEV establece contacto con un carril electrificado, placa o cables aéreos en la carretera a través de una rueda conductora adjunta u otro mecanismo similar, como en la Colección actual Conduit. Las baterías del BEV se recargan mediante la carretera y luego se puede utilizar normalmente en otros caminos, hasta que la batería se descargue. Algunas de las locomotoras de batería eléctrica utilizados para los trenes de mantenimiento, como el metro de Londres son capaces de operar de esta forma. La potencia se recogió de los rieles electrificado cuando sea posible, el cambio a energía de la batería es cuando se desconecta la alimentación eléctrica.
Esto proporciona una ventaja, en principio, de la gama de carretera prácticamente sin restricciones, siempre y cuando quede donde usted tiene acceso a la infraestructura BEV. Dado que muchos destinos se encuentran a 100 km (62,1 millas) de una carretera importante, esto puede reducir la necesidad de sistemas de baterías costosas. Desafortunadamente el uso privado de la instalación eléctrica existente es casi universalmente prohibido.
La tecnología para esta infraestructura eléctrica es antigua y, en las afueras de algunas ciudades, no se encuentra ampliamente distribuida, como en la Colección actual Conduit, el tranvía, el sistema de electrificación ferroviaria y el tercer riel. La actualización de los costos de electricidad y de infraestructura requeridas puede ser financiado, en principio, por los ingresos por peajes, gasolina u otros impuestos.

### Combustible híbrido (modo dual)

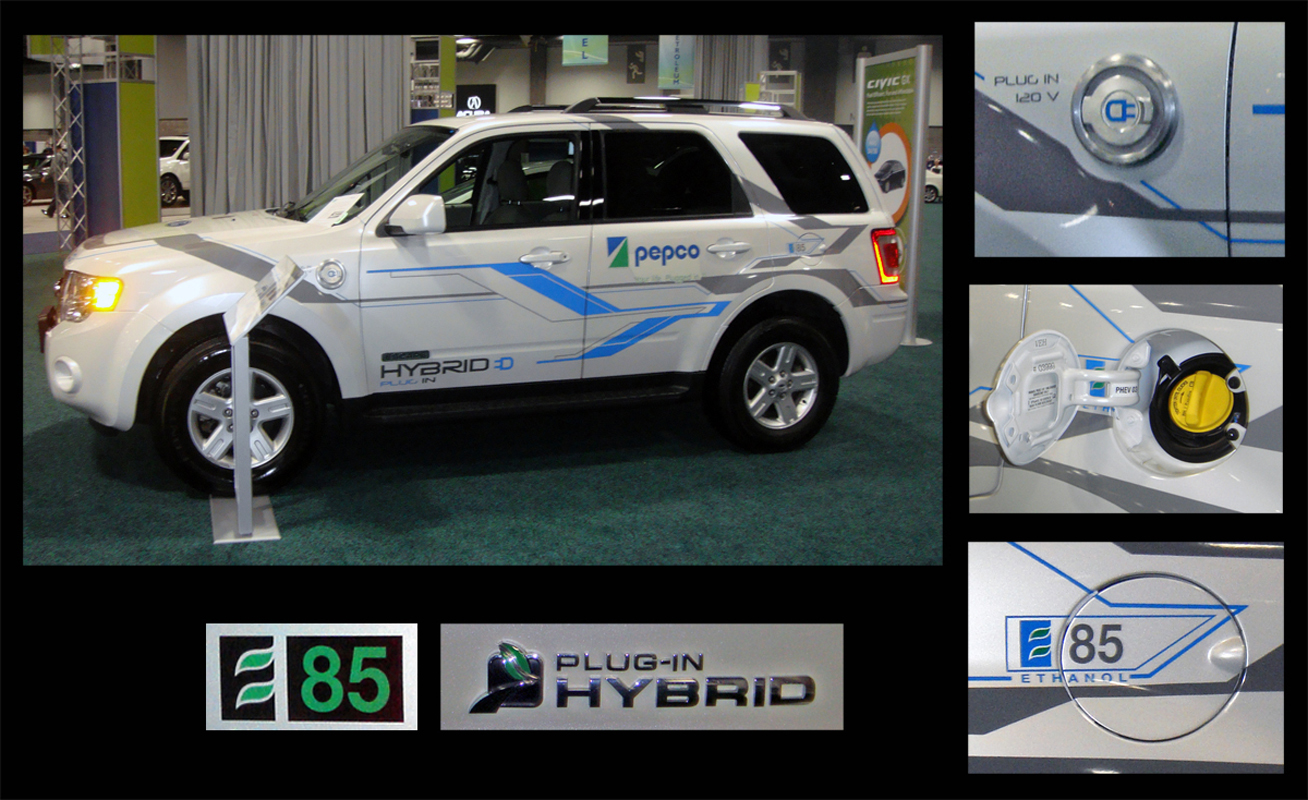
El Ford Escape híbrido enchufable tiene una capacidad de combustible flexible para ser compatible con etanol E85.

Además de los vehículos que utilizan dos o más dispositivos diferentes para plantas de propulsión, algunos también consideran que los vehículos que utilizan fuentes de energía y tipos de entrada ("combustibles") usando el mismo motor para ser híbridos, aunque para evitar la confusión con los híbridos como se describe anteriormente y para utilizar correctamente los términos, estos se describen quizá más correctamente como vehículos de modo dual: 
- Algunos trolebuses pueden cambiar entre un motor diésel a bordo y aéreas de energía eléctrica, dependiendo de las condiciones. En principio, esto podría ser combinado con un subsistema de batería para crear un verdadero plug-in de trolebús híbrido, aunque tal diseño parece haber sido anunciada.
- Los vehículo de combustible flexibles puede utilizar una mezcla de combustibles de entrada mezclado en un tanque, típicamente de gasolina y etanol, metanol, o biobutanol.
- Vehículo bicombustible: gas licuado del petróleo y gas natural son muy diferentes a partir del petróleo o diésel y no se pueden utilizar en los mismos tanques, por lo que sería imposible construir un (LPG o NG) sistema de combustible flexible. En cambio, los vehículos están construidos con dos, en paralelo, sistemas de combustible que alimentan un motor. Por ejemplo, la Chevrolet Silverado 2500 HD que está en venta actualmente, se puede cambiar sin esfuerzo entre la gasolina y el gas natural, ofreciendo una autonomía de más de 650 millas (1046,1 km).[23] Mientras los tanques duplicados cuestan espacio en algunas aplicaciones, el aumento de la gama, se redujo el costo del combustible y la flexibilidad del GLP o gas natural, cuya infraestructura está incompleta, puede ser un gran incentivo para comprar. Si bien la infraestructura de gas natural de Estados Unidos ha estado en parte incompleta, está aumentando a un ritmo rápido y ya cuenta con 2,600 estaciones de gas natural comprimido en lugar.[24] Con una creciente infraestructura de estación de servicio, una adopción a gran escala de estos vehículos bi-combustible se podía ver en el futuro cercano. El aumento de los precios de la gasolina también puede empujar a los consumidores a comprar estos vehículos. Cuando los precios del gas comercian alrededor de US$4, el precio por BTU de la gasolina es de US$28, en comparación con los del gas natural de US$4 por BTU.[25] Esto hace que el gas natural sea mucho más barato que la gasolina. Todos estos factores están haciendo los vehículos bi-combustible sean muy atractivos.
- Algunos vehículos se han modificado para utilizar otra fuente de combustible, si está disponible, como por ejemplo los coches modificados para funcionar en Autogás y motores diésel modificados para funcionar con combustible de aceite vegetal que no se ha transformado en biodiésel.
- Potencia de ayuda a los mecanismos de bicicletas y vehículos de tracción humana son también incluidos.

### Híbrido de potencia de fluidos

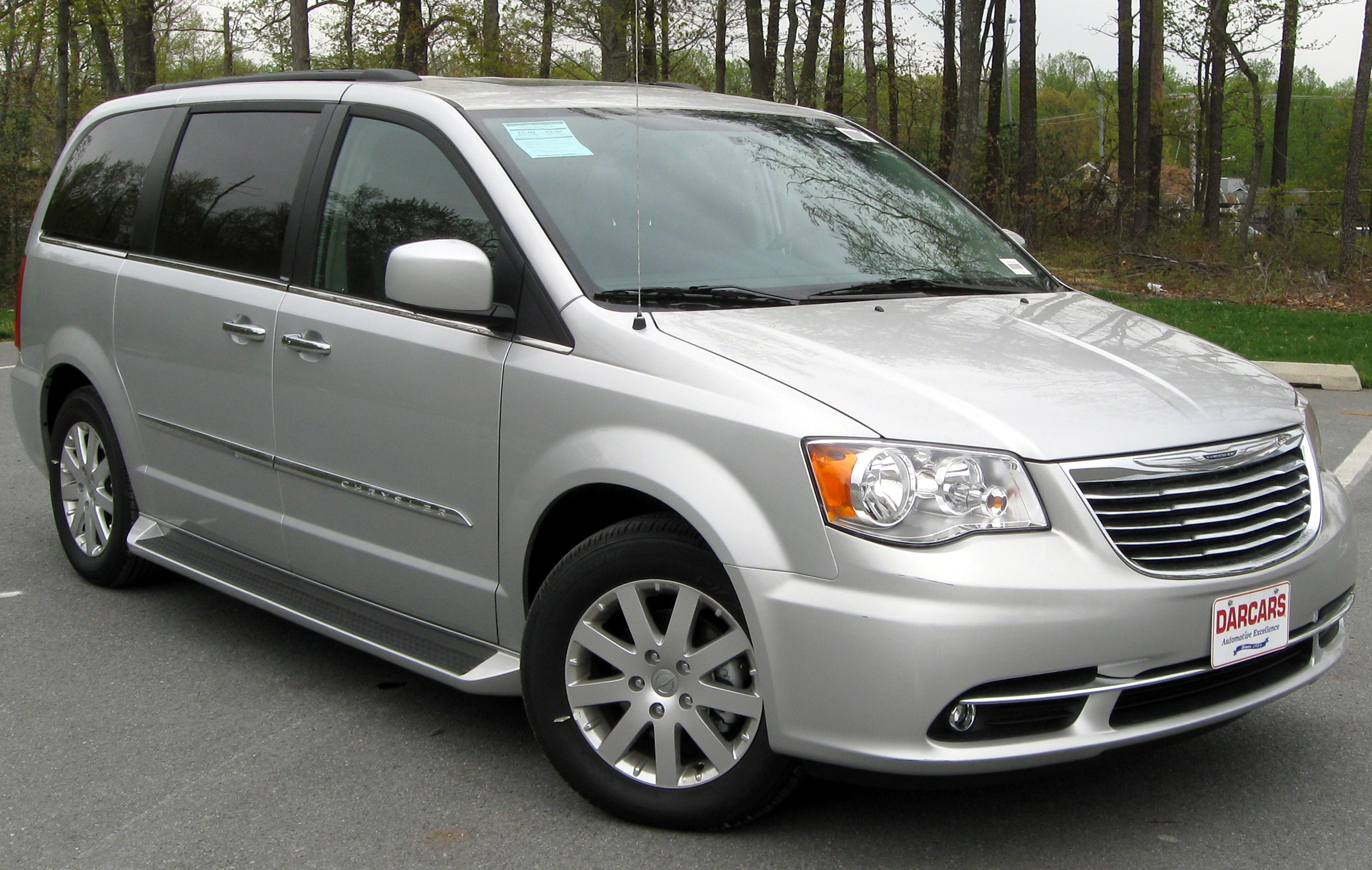
Chrysler Town & Country Touring híbrida petro-hidráulica de 2011.

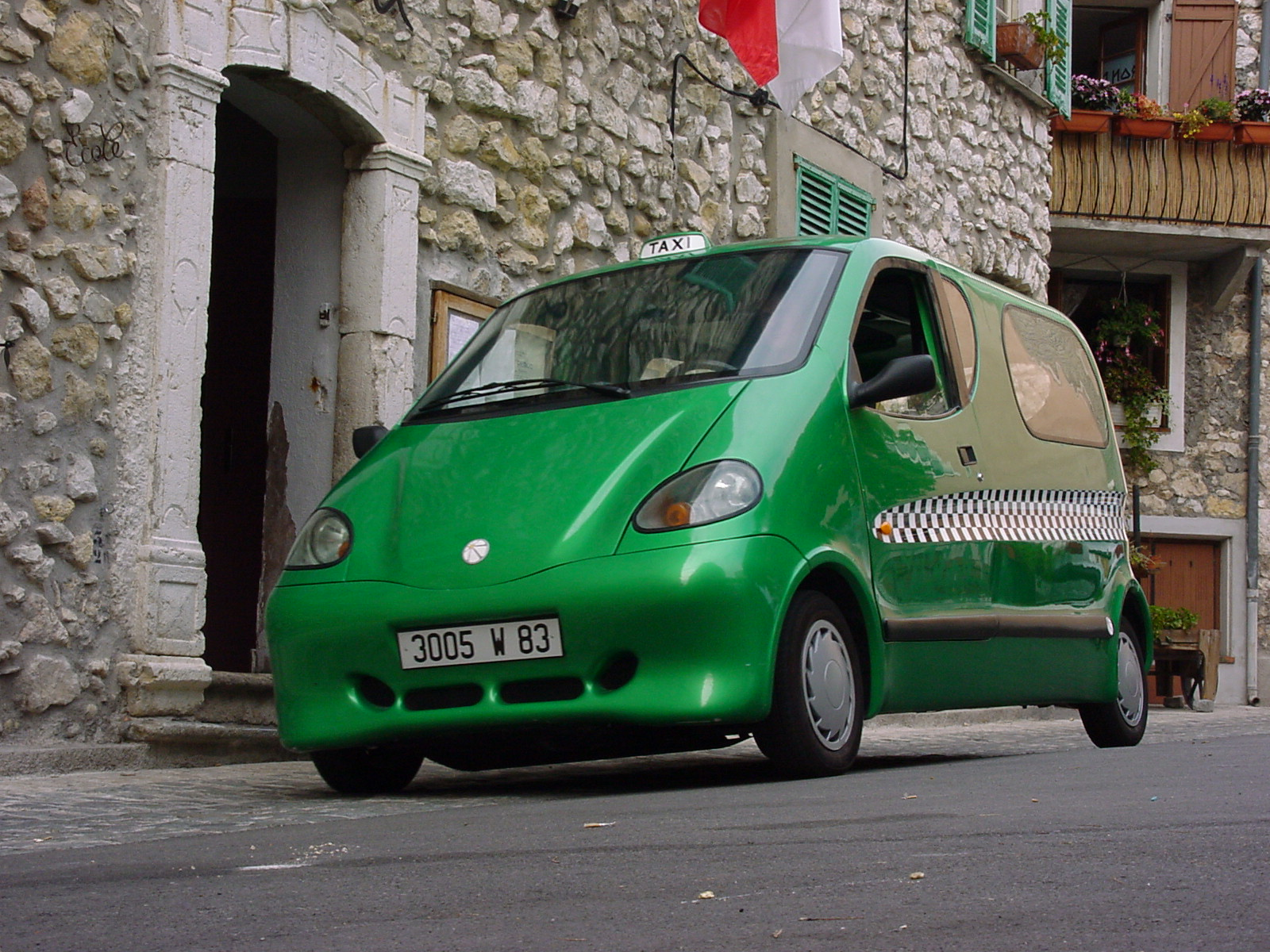
Coche de aire comprimido Tata/MDI CAT.

Un híbrido hidráulico y de aire comprimido utilizar un motor para cargar un acumulador de presión para accionar las ruedas a través hidráulica o neumática, por ejemplo Air Car, unidades de accionamiento. En la mayoría de los casos el motor se separa del tren de transmisión solamente para cambiar el acumulador de energía.

#### Híbrido petro-aire
MDI ha diseñado modelos de un coche motor híbrido petro-aire. El sistema no utiliza los motores de aire para conducir el vehículo, siendo conducido directamente por un motor híbrido. El motor utiliza una mezcla de aire y gasolina comprimido inyectado en los cilindros. Un aspecto clave del motor híbrido es la "cámara activa", que es un sistema de calefacción de aire a través del compartimiento de combustible duplicar la producción de energía. Tata Motors evaluó la fase de diseño a la producción total para el mercado indio y trasladado a "completar el desarrollo detallado del motor de aire comprimido en vehículos específicos y aplicaciones estacionarias".

#### Híbrido petro-hidráulico
Las configuraciones de petro-hidráulicas han sido comunes en los trenes y vehículos pesados durante décadas. La industria automotriz se ha centrado recientemente en esta configuración híbrida, ya que recientemente se muestra prometedor para la introducción en los vehículos más pequeños.
En los híbridos petro-hidráulicos, la tasa de recuperación de energía es alta y por lo tanto el sistema es más eficiente que la batería cargada híbridos utilizando la tecnología actual de la batería, lo que demuestra un aumento de 60% a 70% en Economía energética en Estados Unidos, según las pruebas realizadas por parte de la Agencia de Protección Ambiental de Estados Unidos (EPA). El motor de carga solamente tiene que ser de un tamaño para el uso normal, con ráfagas de aceleración utilizando la energía almacenada en el acumulador hidráulico, que se carga cuando está en baja energía exigiendo el funcionamiento del vehículo. El motor de carga funciona a la velocidad y la carga para la eficiencia óptima y la longevidad. Según los ensayos realizados por la EPA, un híbrido hidráulico como la Ford Expedition tiene un consumo de 32 mpgAm (7,4 L/100 km; 13,6 km/L) en la ciudad y 22 mpgAm (10,7 L/100 km; 9,4 km/L) en carretera. United Parcel Service actualmente cuenta con dos camiones en servicio con esta tecnología.
Aunque la tecnología de petro-híbridos se conoce desde hace décadas y se utiliza en los trenes y los grandes vehículos de la construcción, los altos costos de los equipos impidieron los sistemas de camiones y automóviles ligeros. En el sentido moderno de un experimento, demostró la viabilidad de los pequeños vehículos de carretera petro-híbrido en 1978. Un grupo de estudiantes del Hennepin Technical Center Profesional de Mineápolis, Minnesota, convirtió un Volkswagen Tipo 1 como un híbrido petro-hidráulico, utilizando fuera de los componentes de la plataforma. Era un coche que consumía 32 mpgAm (7,4 L/100 km; 13,6 km/L) con el motor de 60 CV (44,1 kW) en condiciones normales, mejoró a 75 mpgAm (3,1 L/100 km; 31,9 km/L) reemplazado por el motor de 16 HP (11,9 kW). El coche experimental alcanzó 70 mph (113 km/h).
En la década de 1990, un equipo de ingenieros que trabajaban en el Nacional de Vehículos de la EPA, el Laboratorio de Emisiones del combustible ha logrado desarrollar un tipo revolucionario de propulsión híbrido petro-hidráulico que puede equipar un coche típico sedán americano. El coche de prueba alcanzó más de 80 mpgAm (2,9 L/100 km; 34,0 km/L) en ciclos de combustión de la EPA ciudad/carretera/combinado. La aceleración fue de 0 a 60 mph (0 a 97 km/h) en 8 segundos, usando un motor diésel de 1.9 litros. No hay materiales ligeros. La EPA estimaba que se produce en grandes volúmenes de los componentes hidráulicos se sumarían solamente US$700 al costo base del vehículo.
Mientras que el sistema hidráulico tiene petro ciclismo carga más rápido y más eficiente / descarga y es más barato que los híbridos petro-eléctricos, el tamaño del acumulador dicta capacidad total de almacenamiento de energía y puede requerir más espacio que un conjunto de baterías.
Se estaban realizando investigaciones en las grandes empresas y las pequeñas empresas. Los objetivos han cambiado a vehículos más pequeños. Los componentes del sistema eran caros que impidió la instalación en camiones y coches más pequeños. Un inconveniente es que los motores de accionamiento de potencia no eran lo suficientemente eficientes en carga parcial. La compañía británica Artemis Intelligent Power ha hecho un gran avance con la introducción de un motor / bomba hidráulica controlada electrónicamente, el sistema digital de motor / bomba, que es muy eficiente en todos los rangos de velocidad y carga, por lo que pequeñas aplicaciones de híbridos petro-hidráulicos eran factibles. La compañía convirtió un coche BMW como banco de pruebas para demostrar la viabilidad. El BMW 530i dio el doble de millas por galón en la ciudad, en comparación con el coche estándar. En esta prueba se utilizó el motor de 3.0 litros estándar. Híbridos Petro-hidráulicos que utilizan acumuladores de buen tamaño, suponen un motor para la reducción de uso de energía promedio, no el consumo de energía de pico. Pico de potencia es proporcionada por la energía almacenada en el acumulador. Es un motor de velocidad constante más pequeño y eficiente que reduce el peso y libera espacio para un acumulador de mayor tamaño.
Las carrocerías de los vehículos actuales están diseñados alrededor de la mecánica de las configuraciones de motor / transmisión existentes. Es restrictiva y lejos de ser ideal para instalar mecánica petro-hidráulica en los organismos existentes que no estén diseñados para instalaciones hidráulicas. Una meta del proyecto de investigación es la creación de un nuevo coche de diseño de papel en blanco, para maximizar el embalaje de componentes híbridos petro-hidráulica en el vehículo. Todos los componentes hidráulicos voluminosos están integrados en el chasis del coche. Un diseño ha reivindicado para devolver a 130 mpgAm (1,8 L/100 km; 55,3 km/L) en pruebas, mediante el uso de un gran acumulador hidráulico que es también el chasis estructural del coche. Los pequeños motores de accionamiento hidráulico se incorporan dentro de los cubos de las ruedas con tracción y revertir a la cláusula de devolución de la energía de frenado cinética. Los motores de cubo eliminan la necesidad de frenos de fricción, transmisiones mecánicas, ejes de accionamiento y articulaciones "U", así como la reducción de costes y peso. El accionamiento hidrostático sin frenos de fricción se utiliza en los vehículos industriales. El objetivo es conseguir 170 mpgAm (1,4 L/100 km; 72,3 km/L) en condiciones promedio de conducción. La energía es creada por amortiguadores y, la energía de frenado cinética que normalmente se desperdicia, ayuda a cargar el acumulador. Un pequeño motor de pistón con combustibles fósiles dimensionado para un uso promedio de corriente carga del acumulador. El acumulador se dimensiona en marcha el coche durante 15 minutos con una carga completa. El objetivo es un acumulador completamente cargado con un potencial de almacenamiento de energía de 670 HP (679 CV; 500 kW), que producirá una velocidad de aceleración de 0 a 60 mph (0 a 97 km/h) en menos de 5 segundos utilizando tracción en las cuatro ruedas.
En enero de 2011, Chrysler anunció una alianza con la EPA para diseñar y desarrollar un sistema de propulsión híbrido petro-hidráulico experimental adecuado para su uso en grandes vehículos de pasajeros. En 2012, una minivan de producción existente se adaptaría al nuevo sistema de propulsión hidráulico.
Groupe PSA exhibió un motor experimental "Air híbrido" en el Salón del Automóvil de Ginebra de 2013. El vehículo utiliza gas nitrógeno comprimido por energía obtenida, a partir de frenado o desaceleración para alimentar un motor hidráulico que complementa el poder de su motor de gasolina convencional. Los componentes hidráulicos y electrónicos fueron suministrados por Robert Bosch GmbH. Las versiones de producción a un precio de alrededor de US$25 000 (equivalente a $32 135 en 2023) o 17 000 £, estaban programadas para el 2015 o 2016. El consumo se estimó en cerca de 80 mpgAm (2,9 L/100 km; 34,0 km/L) para la ciudad si se instala en un Citroën C3.

### Vehículos híbridos eléctricos-fuerza humana
Otra forma de vehículo híbrido son vehículos eléctricos-fuerza humana. Estos incluyen vehículos tales como el Sinclair C5, Twike, bicicleta eléctricas y patinetas eléctricas.

## Configuraciones del sistema de propulsión de vehículos híbridos

### Híbrido en paralelo

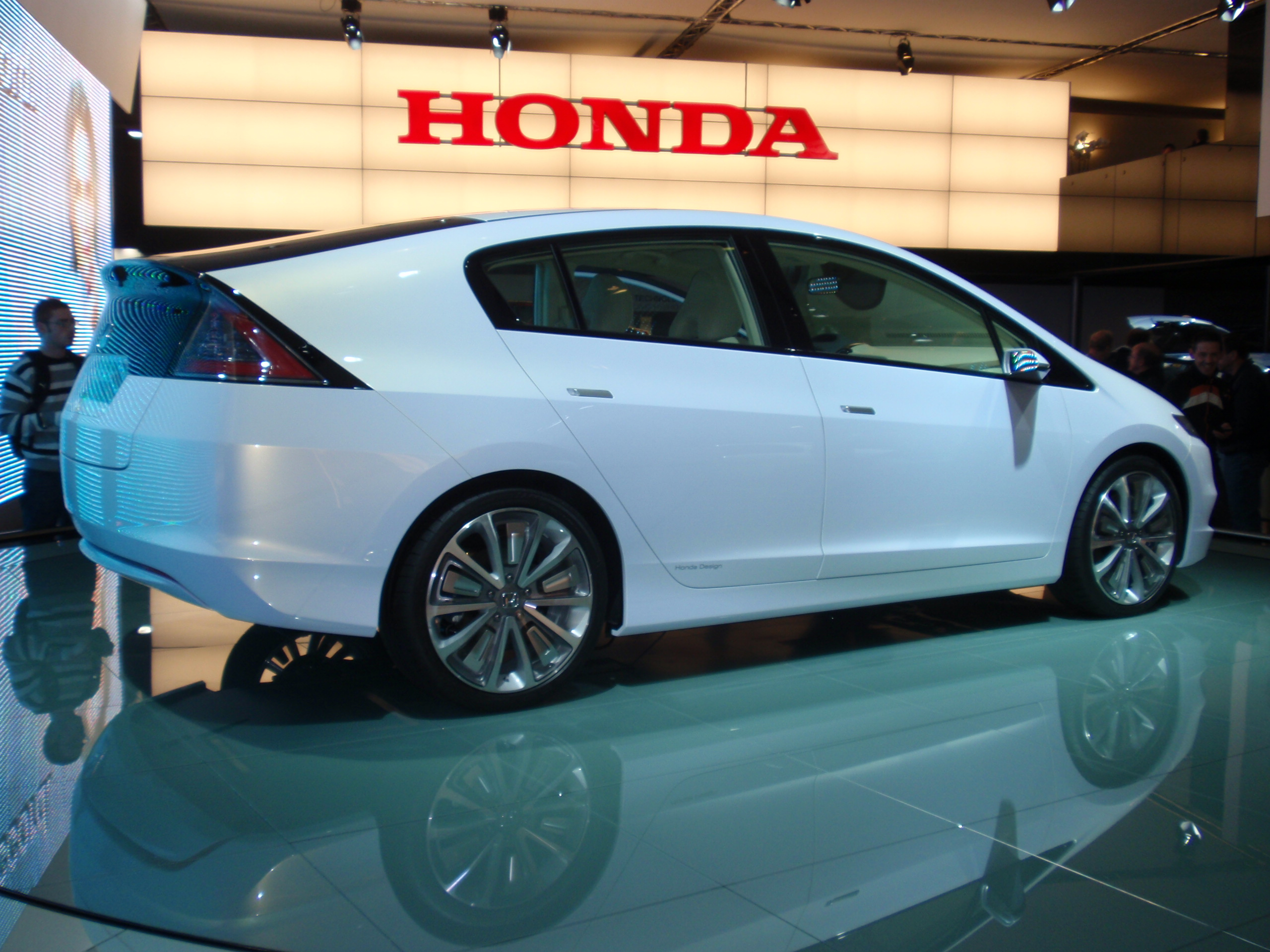
Honda Insight de 2008.

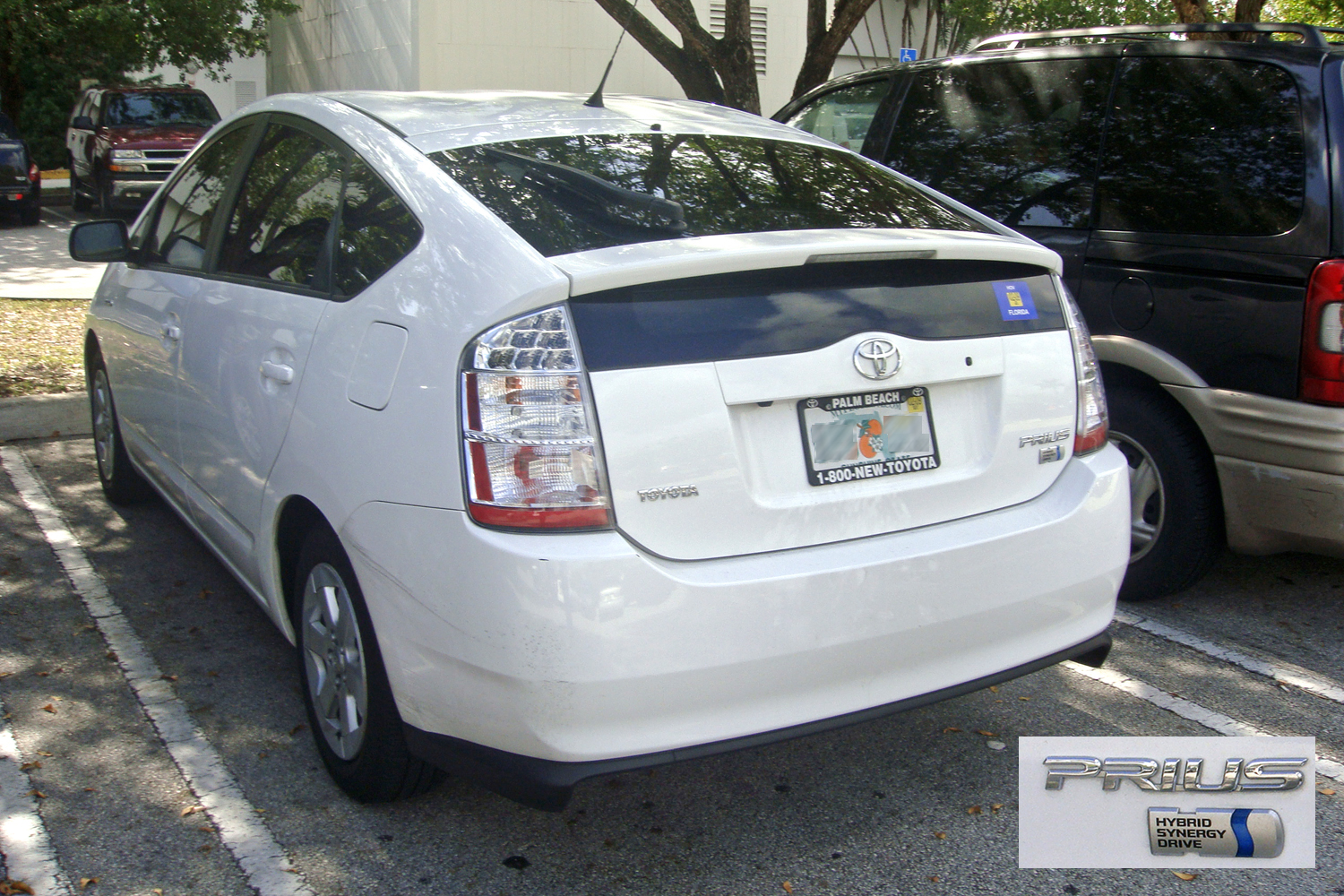
Vista trasera del Toyota Prius Hybrid con emblema en Miami, Florida en diciembre de 2008.

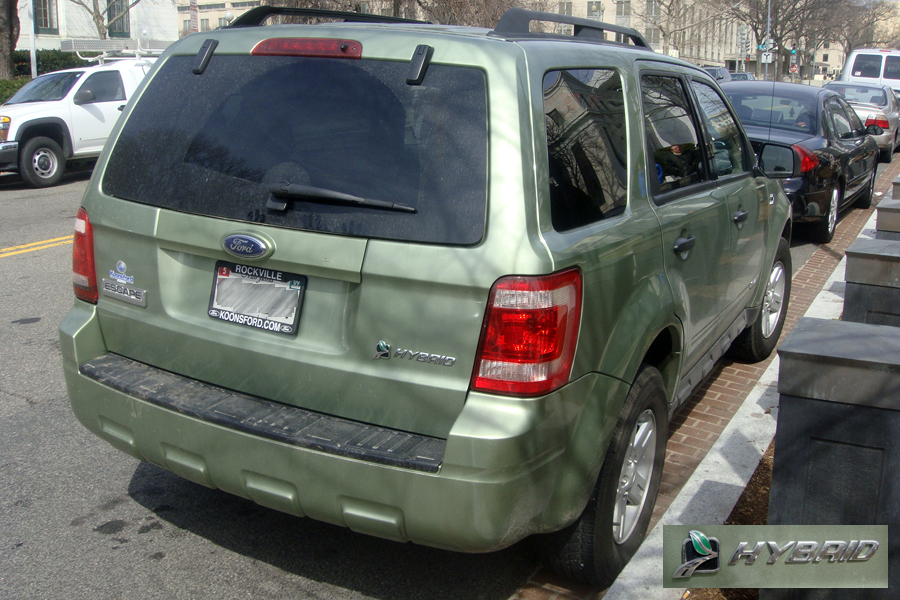
Ford Escape Hybrid con emblema, en Washington, D. C. en marzo de 2009.

En un vehículo híbrido paralelo, el motor eléctrico y el motor de combustión interna se instalan de manera que puedan impulsar el vehículo ya sea individualmente o en conjunto. En contraste con la configuración de división de potencia que suele utilizarse en la actualidad, en el sistema paralelo, los dos motores están unidos al mismo eje. Cuando uno de los motores deja de trabajar, sigue moviéndose, pero inactivo. Habitualmente el motor de combustión interna, el motor eléctrico y la caja de cambios están conectados por medio de embragues controlados automáticamente. 
El primer híbrido de producción masiva en paralelo que se vendió fuera de Japón fue el Honda Insight en su primera generación.

### Híbrido paralelo ligero
Estos tipos utilizan un motor eléctrico compacto en general con menos de 20 kW (27,2 CV) para proporcionar características del sistema stop-start y energía adicional de asistencia. durante la aceleración y, para generar en la fase de desaceleración, conocido como el freno regenerativo.
Ejemplos en carretera incluye Honda Civic Hybrid, Honda Insight segunda generación, Honda CR-Z, Honda Accord Hybrid, Mercedes-Benz S400 BlueHYBRID, BMW Serie 7 hybrid, General Motors, BAS Hybrid y Smart fortwo con transmisión micro híbrida.

### Potencia dividida o híbrido serie-paralelo
Instalaciones de automóviles de pasajeros incluyen Toyota Prius, Ford Escape y Fusión, así como Lexus RX400h, RX450h, GS450h, LS600h, y CT200h.
En una fuente de división híbrida tren de transmisión eléctrica hay dos motores: un motor eléctrico y un motor de combustión interna. La potencia de estos dos motores puede ser compartida para accionar las ruedas a través de un divisor de potencia, que es un simple conjunto del engranaje planetario. La relación puede ser de 0-100% para el motor de combustión, o 0-100% para el motor eléctrico, o cualquier otra cosa, tales como 40% para el motor eléctrico y 60% para el motor de combustión. El motor de combustión puede actuar como un generador de carga de las baterías.
Las versiones modernas como el Toyota Hybrid Synergy Drive tener un segundo motor / generador eléctrico en el eje de salida, conectado a las ruedas. En cooperación con el "principal" motor / generador y la mecánica de potencia-dividida que proporciona una transmisión de variación continua.
En el camino abierto, la fuente de energía primaria es el motor de combustión interna. Cuando se requiere la máxima potencia como para rebasar, por ejemplo, el motor eléctrico ayuda. Esto aumenta la potencia disponible por un corto período, dando el efecto de tener un motor más grande que realmente instalado. En la mayoría de las aplicaciones, el motor se apaga cuando el coche es lento o estacionario y reduce las emisiones de la acera.

### Híbridos serie

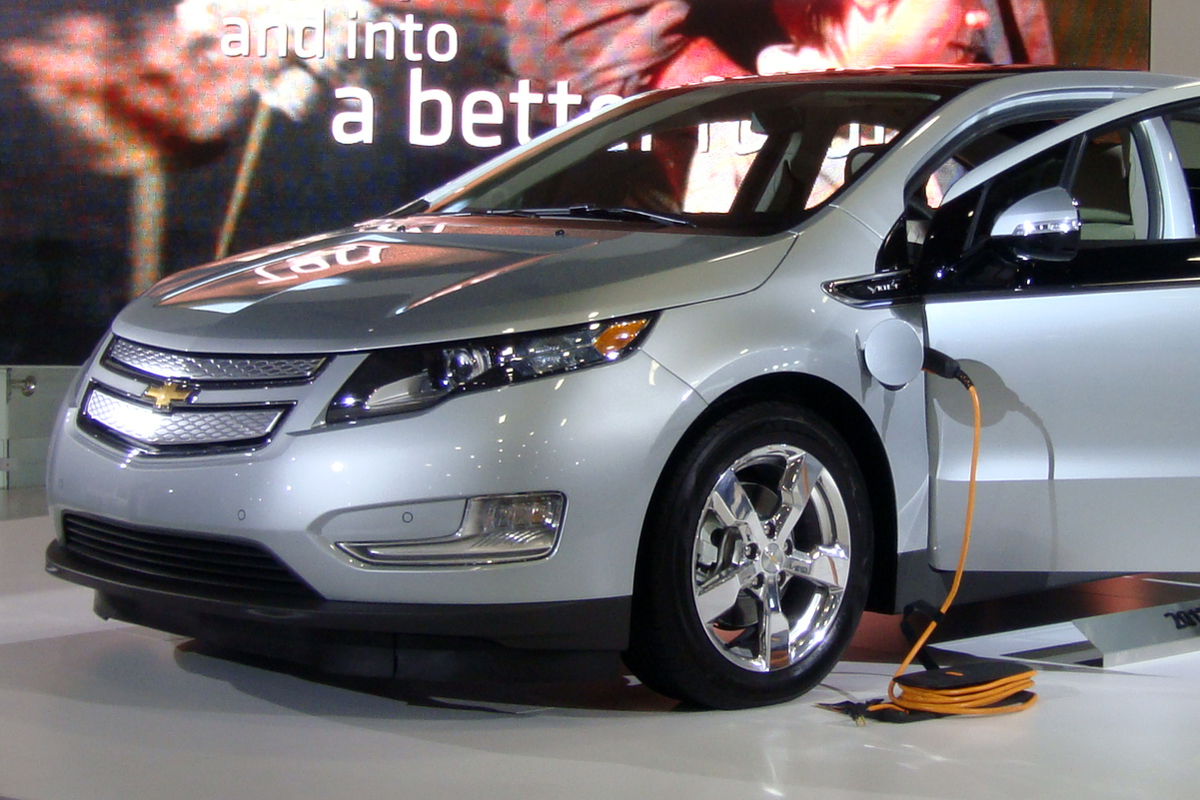
Chevrolet Volt con el cable del cargador proporcionado por el fabricante, en el Salón del Automóvil de Washington, D. C. de enero de 2011.

Un vehículo híbrido serie también se puede denominar vehículo eléctrico de autonomía extendida (EREV / REEV), aunque la ampliación del rango se puede lograr con cualquiera de serie o diseños híbridos paralelos.
Los vehículos híbridos serie se impulsan por el motor eléctrico. Hay un motor para el funcionamiento de un generador cuando el suministro de energía de la batería no es suficiente para las necesidades de movimiento.
Este tipo de disposición no es nueva, siendo común en las locomotoras de transmisión diésel-eléctrica y los buques.
En 1997 Toyota lanzó el primer autobús híbrido de serie que se vende en Japón. GM introdujo el Chevrolet Volt plug-in híbrido de serie en 2010, con el objetivo de lograr un rango eléctrico de 40 millas (64,4 km), a un precio de alrededor de US$40 000 (equivalente a $56 606 en 2023). Un supercondensador combinado con un banco de arias batería de ion de litio ha sido utilizado por AFS Trinity en un vehículo SUV Saturn Vue convertido. Utilizando estos supercondensadores, el consumo es de hasta 150 mpgAm (1,6 L/100 km; 63,8 km/L) en una disposición en serie-híbrido.

### Vehículo híbrido eléctrico enchufable (PHEV)

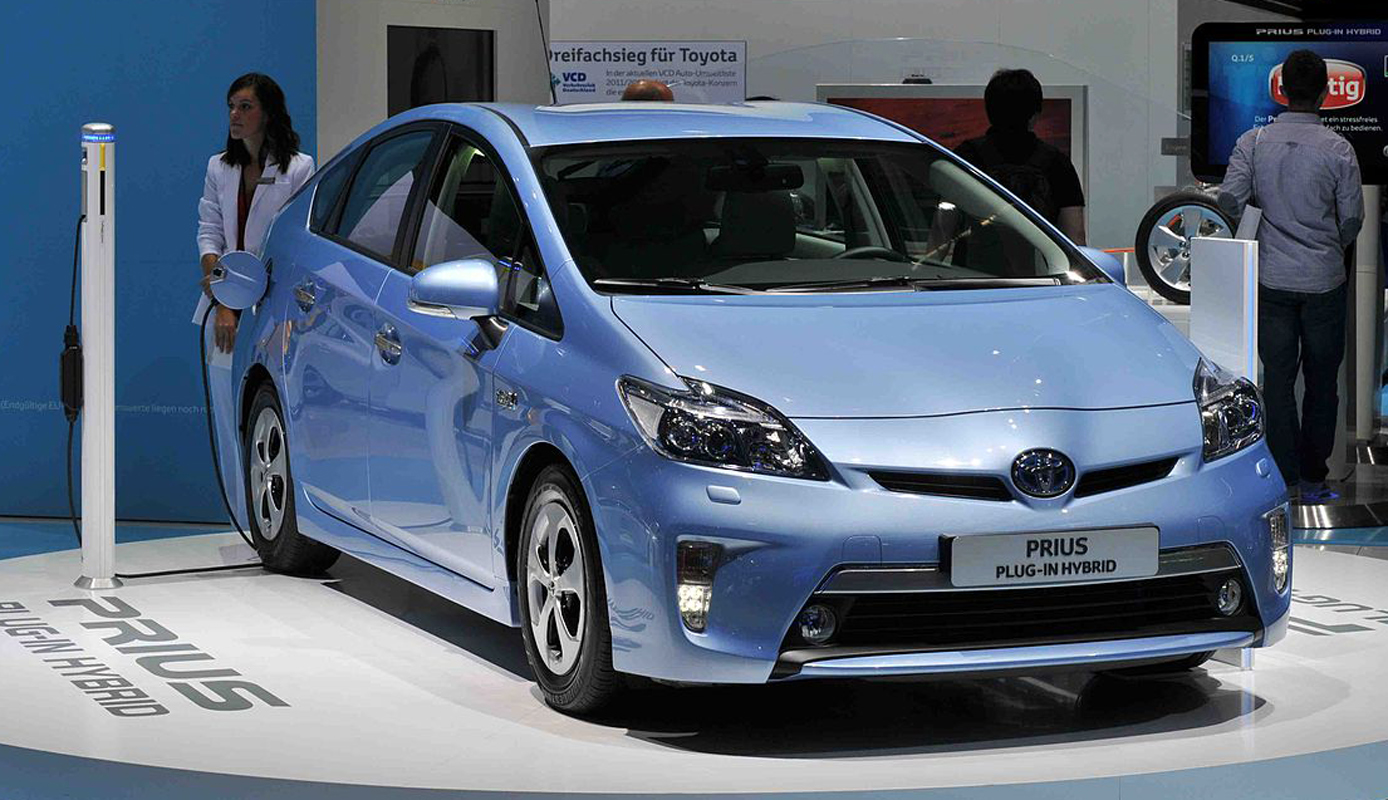
Toyota Prius Plug-in Hybrid de 2012 en el Salón del Automóvil de Fráncfort de 2011.

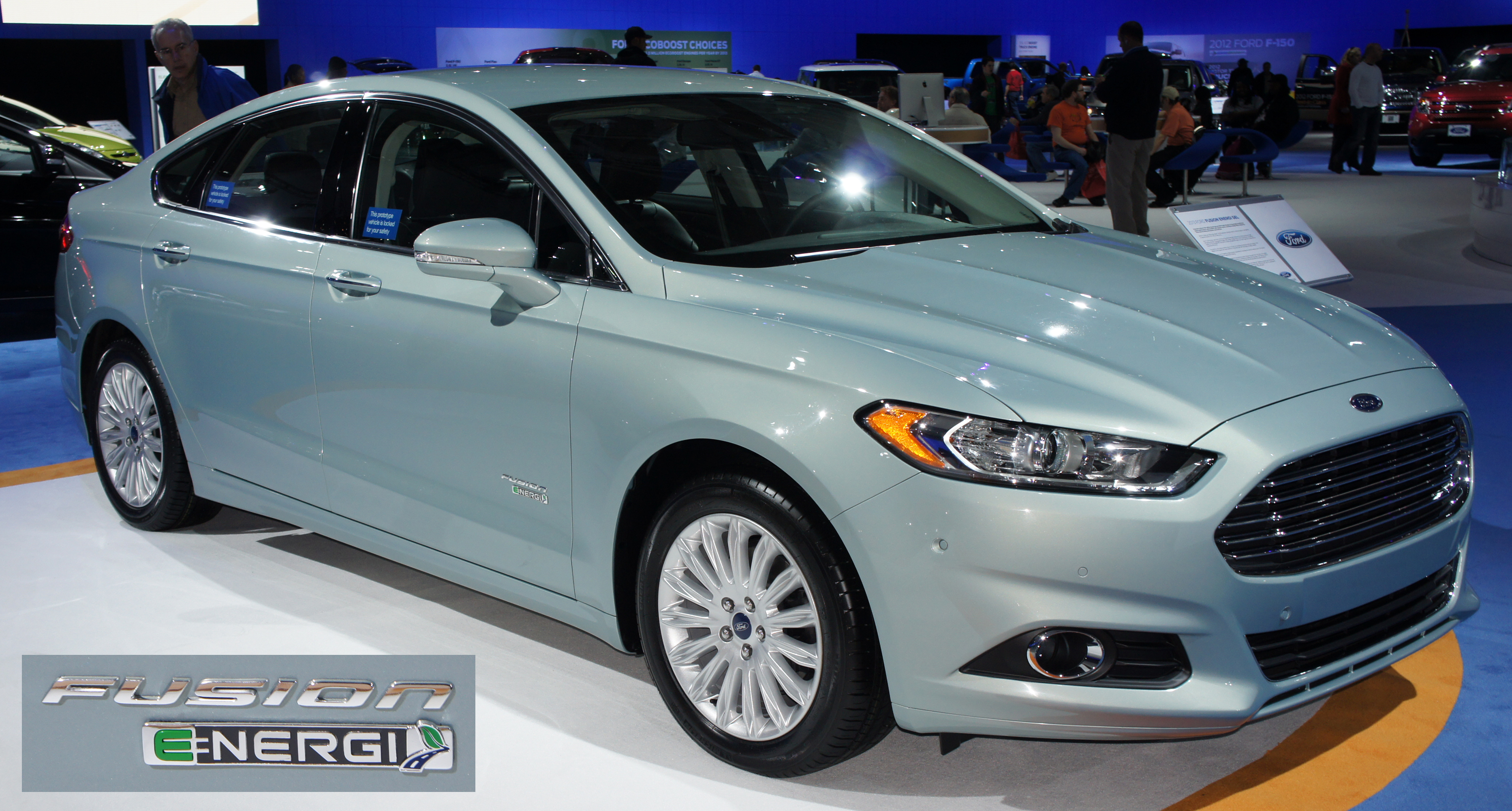
Ford Fusion Energi SEL plug-in hybrid de 2013 con emblema, en el Salón del Automóvil de Washington, D. C. de 2012.

Otro subtipo de vehículos híbridos es el vehículo híbrido eléctrico enchufable (PHEV). Este es por lo general un híbrido combustible-eléctrico, ya sea paralelo o en serie, en general con un aumento de la capacidad de almacenamiento de energía, generalmente a través de una batería de ion de litio, lo que permite que el vehículo para conducir en completo modo eléctrico una distancia que depende del tamaño de la batería y de su disposición mecánica, de serie o en paralelo. Puede ser conectado al suministro eléctrico de la red al final de la jornada para evitar la carga con el motor de combustión interna a bordo.
Este concepto es atractivo para aquellos que buscan minimizar las emisiones en carretera evitando, o por lo menos minimizar el uso de ICE durante el uso diario. Al igual que con los vehículos eléctricos puros, el total de ahorro en términos de emisiones de CO2, por ejemplo, depende de la fuente de energía de la empresa de generación eléctrica.
Para algunos usuarios, este tipo de vehículo también puede ser financieramente atractivo, siempre y cuando la energía eléctrica que se utiliza sea más barata que la gasolina o el diésel que habrían utilizado de otra forma. Los sistemas fiscales actuales en muchos países europeos utilizan fiscalidad de los hidrocarburos como importante fuente de ingresos. Esto generalmente no es el caso de la electricidad, que se grava de manera uniforme para el cliente interno, aunque la persona lo usa. Algunos proveedores de electricidad también ofrecen beneficios de precios para los usuarios fuera de horas punta de la noche, lo que puede aumentar todavía más el atractivo de la opción de plug-in para los pasajeros y los automovilistas urbanos.

### Pila de combustible, híbrido eléctrico
El híbrido de pila de combustible es generalmente un vehículo eléctrico equipado con un pila de combustible. Dicha pila de combustible, así como la batería eléctrica, son ambas fuentes de alimentación, haciendo del vehículo un híbrido. Las celdas de combustible utilizan hidrógeno como combustible y energía, la batería eléctrica cuando se agote. El Chevrolet Equinox FCEV, Ford Edge Hyseries Drive y el Honda FCX Clarity son ejemplos de la combinación pila de combustible / híbrido eléctrico.

### La seguridad vial para los ciclistas, los peatones

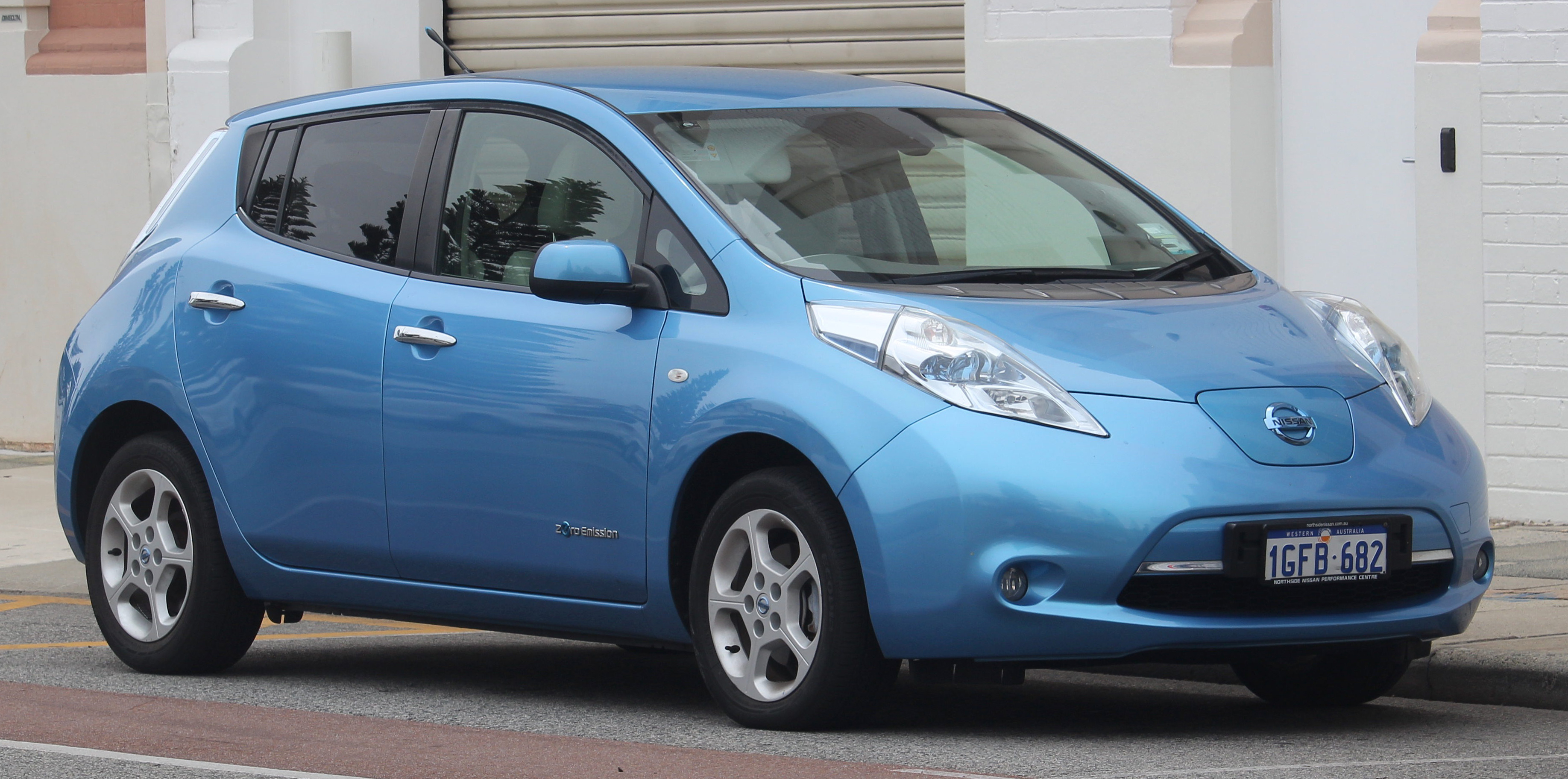
Nissan Leaf hatchback de 2017 en Fremantle, Australia en noviembre de 2018.

Un Informe examinado en 2009 de la Administración Nacional de Seguridad Vial vehículo híbrido eléctrico accidentes que involucraron a peatones y ciclistas y los compararon con los accidentes de vehículos con motor de combustión interna (ICEV). Los resultados mostraron que, en determinadas situaciones de carretera, los HEV son más peligrosas para los peatones o ciclistas. Para los accidentes en que un vehículo fue disminuyendo o deteniendo, copias de seguridad, que entran o salen de una plaza de estacionamiento, cuando la diferencia de sonido entre los HEV e ICEVs es más pronunciado, los HEV tenían el doble de probabilidades de estar involucrados en un accidente de peatones que los ICEVs. Para accidentes que involucran a ciclistas o peatones, hubo una tasa de incidencia más alta para los HEV que ICEVs cuando un vehículo fue doblar una esquina, pero no hubo una diferencia estadísticamente significativa entre los tipos de vehículos cuando circulaban en recta.
Varios fabricantes de automóviles desarrollaron sonidos de advertencia del vehículo eléctrico diseñado para alertar a los peatones de la presencia del vehículo eléctrico como un vehículo híbrido, vehículo híbrido eléctrico enchufable, vehículo eléctrico de batería (EVs) viajar a velocidades bajas. Su propósito es hacer que los peatones, los ciclistas, los ciegos y otras personas tomen conciencia de la presencia del vehículo, mientras que operan en modo completamente eléctrico.
Vehículos en el mercado con este tipo de dispositivos de seguridad incluyen: Nissan Leaf, Chevrolet Volt, Fisker Karma, Honda FCX, Nissan Fuga Hybrid/Infiniti M35, Hyundai Sonata Hybrid, Honda Fit EV 2012, Toyota Camry Hybrid,  Lexus CT200h 2012 y toda la familia del Toyota Prius introducidos recientemente, incluyendo el estándar Toyota Prius 2012, el Toyota Prius V y el Toyota Prius Plug-in Hybrid.

## Cuestiones ambientales

### Reducción del consumo de combustible y de emisiones
El vehículo híbrido normalmente consigue una mayor economía de combustible y menos emisiones que los convencionales motores de combustión interna, resultando en un menor número de emisiones que se generan. Estos ahorros se consiguen principalmente por tres elementos de un diseño típico de híbrido:
1. Confiando en tanto el motor como los motores eléctricos para las necesidades de potencia de pico, dando como resultado un motor más pequeño de tamaño más para uso medio en lugar de uso de potencia de pico. Un motor más pequeño puede tener menos pérdidas internas y menor peso.
2. Tiene una importante capacidad de almacenamiento de la batería para almacenar y reutilizar la energía recuperada, especialmente en stop-start de tráfico típico de la ciudad ciclo de conducción.
3. Recuperar cantidades significativas de energía durante el frenado que normalmente se pierde en forma de calor. Este freno regenerativo reduce la velocidad del vehículo mediante la conversión de parte de su energía cinética en electricidad, dependiendo de la potencia nominal del motor / generador;

Otras técnicas que no son necesariamente características "híbridos", pero que se encuentran con frecuencia en los vehículos híbridos incluyen:
1. Utilizando motores Ciclo Atkinson, en vez de motores Ciclo Otto para mejorar la economía de combustible.
2. Apagar el motor durante paradas de tráfico o mientras se desliza o durante otros períodos de inactividad.
3. Mejorar la aerodinámica del automóvil, como parte de la razón por la que los SUV consiguen tan mala economía de combustible es la fricción en el coche, ya que un coche con forma de caja o camión, tiene que ejercer más fuerza para mover a través del aire que causa más estrés en el motor de lo que es trabajar más duro. La mejora de la forma y la aerodinámica de un coche es una buena manera de ayudar a mejor la economía de combustible y, al mismo tiempo, también mejorar el manejo.
4. La utilización de neumáticos de baja resistencia a la rodadura, ya que los neumáticos se hicieron a menudo para dar un tranquilo paseo, suave y de alta adherencia, pero la eficiencia fue una prioridad más baja. Los neumáticos causan fricción mecánica, una vez más haciendo que el motor trabaje más duro, consumiendo más combustible. Los coches híbridos pueden utilizar neumáticos especiales que son más inflado de los neumáticos regulares y más rígido o por elección de la estructura de carcasa y compuesto de caucho tiene menor resistencia al rodamiento sin perder agarre aceptable, y así mejorar la economía de combustible sea cual sea la fuente de alimentación.
5. Encender el aire acondicionado, dirección asistida y otra auxiliar con bombas controladas eléctricamente como y cuando sea necesario. Esto reduce las pérdidas mecánicas en comparación con la conducción de ellos continuamente con las correas del motor tradicionales.

Estas características hacen que un vehículo híbrido particularmente eficiente para el tráfico de la ciudad, donde hay paradas frecuentes, de cabotaje y períodos de marcha en vacío. Además, los ruidos de carretera son reducidos, sobre todo en marcha vacía y la velocidad de operación bajos, en comparación con los vehículos de motor convencionales. Para el uso continuo de carretera de alta velocidad de estas características son mucho menos útiles en la reducción de las emisiones.

### Emisiones de vehículos híbridos
Las emisiones de vehículos híbridos actuales son cada vez más cerca o bajo que el nivel recomendado por la EPA. Los niveles recomendados que sugieren para un común vehículo de pasajeros, es similar a 5,5 toneladas (12 125 libras) de CO2. Los tres vehículos híbridos más populares, como el Honda Civic, Honda Insight y Toyota Prius, establecen las normas todavía mayores mediante la producción de 4,1 toneladas (9039 libras), 3,5 toneladas (7716 libras) y 3,5 toneladas (7716 libras) mostrando una mejora importante en las emisiones de CO2. Los vehículos híbridos pueden reducir las emisiones al aire de contaminantes que forman smog hasta en un 90% y reducir las emisiones de CO2 a la mitad.

### Impacto ambiental de la batería de un automóvil híbrido
Aunque los coches híbridos consumen menos combustible que los coches convencionales, todavía existe un problema en relación con el daño ambiental de la batería del coche híbrido. Hoy en día la mayoría de las baterías de los vehículos híbridos son uno de los dos tipos: 1) hidruro metálico de níquel, o 2) batería de ion de litio; ambos son considerados como más ecológicos que batería de plomo y ácido que constituyen el grueso de las baterías de arranque del coche de gasolina en la actualidad. Hay muchos tipos de baterías, aunque algunas son mucho más tóxicas que otras. La de ion de litio es la menos tóxica de las dos mencionadas anteriormente.
Los niveles de toxicidad y el impacto ambiental de hidruro metálico de níquel-tipo de las utilizadas actualmente en los híbridos son mucho más bajas que las baterías como el ácido de plomo o níquel-cadmio. En general varios compuestos de níquel solubles e insolubles, tales como cloruro de níquel(II) y óxido de níquel(II), han producido efectos cancerígenos en embriones de pollo y ratas. El compuesto principal de níquel en las baterías NiMH es oxihidróxido de níquel(II) (NiOOH), que se utiliza como el electrodo positivo.
La batería de ion de litio ha atraído la atención debido a su potencial para su uso en vehículos eléctricos híbridos. Hitachi es una empresa líder en su desarrollo. Además, para a su menor tamaño y menor peso, las baterías de iones de litio ofrecen un rendimiento que ayuda a proteger el medio ambiente con las características tales como la mejora de la eficiencia de carga sin efecto memoria. Las baterías de iones de litio son atractivos porque tienen la mayor densidad de energía de las baterías recargables y puede producir una tensión de más de tres veces la de pilas de hidruro de níquel-metal, mientras que al mismo tiempo almacenar grandes cantidades de electricidad. Las baterías también generan una mayor producción, aumentando la energía del vehículo, el aumento de la eficiencia, evitando así el despilfarro de la electricidad, que proporciona una excelente durabilidad en comparación con la vida de la batería, es más o menos equivalente a la vida útil del vehículo. Además, el uso de baterías de ion de litio reduce el peso total del vehículo, logrando también una mejoría en la economía de combustible de 30% mayor que los vehículos petro-accionados con la consiguiente reducción de emisiones de CO2.

### Las materias primas aumento de los costos
Hay un aumento inminente en los costos de algunas materias primas utilizadas en la manufactura de los automóviles híbridos. Por ejemplo, un elemento de las tierras raras como el disprosio, es requerido para fabricar muchos de los avanzados motores eléctricos y sistemas de baterías en sistemas de propulsión híbridos. El neodimio es otro metal de las tierras raras que es un ingrediente fundamental en los imanes de alta resistencia, que se encuentran en los motores eléctricos de imanes permanentes.
Casi todas las tierras raras en el mundo vienen de China y algunos analistas creen que un aumento global un aumento global de la fabricación de productos electrónicos de China consumiría todo este suministro para el 2012. Además, los contingentes de exportación de tierras raras de China han dado lugar a una cantidad desconocida de suministro.
Unas pocas fuentes no chinas tales como el avanzado proyecto Hoidas Lake en el norte de Canadá Mount Weld en Australia, estaban en desarrollo; Sin embargo, las barreras de entrada son altas y requieren años para estar en línea.

## Alternativas de vehículos ecológicos
Otros tipos de vehículos ecológicos incluyen otros vehículos que van en todo o en parte de las fuentes alternativas de energía que combustibles fósiles. Otra opción es el usar la composición del combustible alternativo en vehículos convencionales basados en combustibles fósiles, lo que va en parte de las fuentes de energía renovables.
Otro enfoques incluyen transporte rápido personal, un transporte público concepto que ofrece automatizado de transporte sin parar a la carta, con una red de carriles-guía especialmente construidos.

## Mercadotecnia
Los fabricantes de autos solamente tienen una consideración en mente para vender un producto. Los fabricantes de autos gastan cada año alrededor de US$8 000 000 en mercadotecnia para los autos híbridos. Con un esfuerzo combinado de muchas empresas de automóviles, la industria híbrida ha vendido millones de híbridos. Las empresas de automóviles híbridos como Toyota, Honda, Ford y BMW se han reunido para crear un movimiento de ventas de vehículos híbridos impulsados por cabildero de Washington D. C. para reducir las emisiones del mundo y ser menos dependientes de nuestro consumo de petróleo. En 2005, las ventas fueron más allá de 200 000 híbridos, pero en retrospectiva que solamente reduce el uso mundial de consumo de gasolina en 200 000 galones americanos (757 082,4 litros) por día, una pequeña fracción de los 360 000 000 galones americanos (1 362 748 320,1 litros) usados por día. De acuerdo con Bradley Berman, autor de Conducir el cambio—Un Híbrido a la vez, "La Economía Fría muestra que, en dólares reales, con la excepción de un breve repunte en la década de 1970, los precios del gas se han mantenido notablemente estable y barato. El combustible sigue representando una pequeña parte del costo total de propiedad y operación de un vehículo personal". Otra táctica de mercadotecnia incluye la ecoimpostura, que es la "injustificada apropiación de las virtudes del medio ambiente." Temma Ehrenfeld explica en un artículo publicado por la revista Newsweek. Los híbridos pueden ser más eficientes que los de muchos otros motores de gasolina en lo que se refiere a consumo de gasolina, pero en cuanto a ser verde y bueno para el medio ambiente es completamente inexacta. Compañías de coches híbridos tienen mucho tiempo para ir si esperan ir muy verde. De acuerdo con el profesor de negocios de Harvard, Theodore Levitt afirma que "los productos de Gestión" y "satisfacer las necesidades de los clientes", "hay que adaptarse a las expectativas de los consumidores y la anticipación de los deseos futuros." Esto significa que la gente compra lo que quieren, si quieren un coche de bajo consumo de combustible que compran un híbrido sin pensar en la eficiencia real del producto. Este "Green myopia", como lo llama Ottman, fracasa porque los vendedores se centran en el verdor del producto y no sobre la eficacia real. Los investigadores y los analistas dicen que las personas se sienten atraídos por la nueva tecnología, así como la conveniencia de un menor número de llenar. En segundo lugar, las personas les resulta gratificante para tener el mejor nuevo coche, llamativo y la llamada más verde. En el comienzo de las compañías de automóviles híbridos, el movimiento se acercó a los jóvenes mediante el uso de celebridades, astronautas y programas de TV populares para comercializar híbridos. Esto hizo que la nueva tecnología de los híbridos creara un estatus de obtener para muchas personas y una necesidad de estar a la moda o, incluso, la opción práctica para la época. Con los muchos beneficios y la posibilidad de tener un híbrido, es fácil pensar qué es lo que hay que hacer, pero en realidad no puede ser tan verde como parece.

## Ritmo de adopción
Mientras el ritmo de adopción de un híbrido en Estados Unidos hoy en día es pequeño, donde un 2.2% de la venta fue del nuevo coche en el 2011, esta comparación tiene un 17.1% de su participación en la venta de automóviles nuevos en Japón en el 2011. Se piensa que se tiene el potencial para ser mayor con el transcurso del tiempo, ya que actualmente se ofrecen más modelos y los costos adicionales disminuyen debido al aprendizaje y la escala de beneficios. Sin embargo, las previsiones varían ampliamente. Por ejemplo, Bob Lutz, un escéptico de los híbridos desde hace mucho tiempo, indicó que se espera que los híbridos "nunca alcanzarán más del 10% del mercado automotriz de Estados Unidos." Otras fuentes también esperan que el ritmo de adopción del híbrido en Estados Unidos se mantendrá por debajo del 10% durante mucho tiempo.
Un punto de vista más optimista incluye predicciones según las que los híbridos dominarán las ventas de automóviles nuevos en Estados Unidos y en otros lugares en los próximos 10 o 20 años. Otro enfoque examina que el ritmo de adopción (o curvas-S) de los híbridos y automóviles eléctricos examinando cuatro precedentes históricos, en un intento de estimar la rapidez con la que el parque de vehículos podría pasar a ser híbrido o eléctrico en los Estados Unidos. Los casos análogos analizados son:
1. Los motores eléctricos de las fábricas estadounidenses en el siglo XX.
2. Las locomotoras diésel eléctricas en los ferrocarriles de Estados Unidos en el periodo 1920-1945.
3. Una serie de nuevas características de tecnologías de la automoción introducidas en los Estados Unidos durante los últimos cincuenta años; y
4. Las compras de bicicletas eléctricas en China en los últimos años. Estos casos análogos sugieren que será necesario que pasen al menos 30 años para que los automóviles híbridos y eléctricos supongan el 80% de los automóviles de pasajeros en Estados Unidos.[81]

A nivel europeo, la venta de los vehículos de tipo eléctrico ha ido en aumento, incluso duplicándose en el segundo trimestre del año 2019 según datos de la European Automobile Manufacturers Association (ACEA). Aunque este aumento sea considerable e incluso contando con el compromiso de marcas europeas como Volvo que se han comprometido que, para el año 2025, la mitad de sus coches sean eléctricos, o el grupo DaimlerChrysler AG cuyo responsable había señalado que los mayores esfuerzos de la compañía estaban depositados en los motores eléctricos, en 2019 la cuota de los coches eléctricos en el mercado suponía solamente el 1.5%.